# Ring Ring
| Críticas profissionais                                                      | Críticas profissionais |
| Avaliações da crítica                                                       | Avaliações da crítica  |
| Fonte                                                                       | Avaliação              |
| --------------------------------------------------------------------------- | ---------------------- |
| Allmusic                                                                    | link                   |
| Revista Blender                                                             | link                   |
| Amazon                                                                      | link                   |
| Rate Your Music                                                             | link                   |
| George Starostin                                                            | link                   |
| Esta tabela precisa de ser acompanhada por texto em prosa. Consulte o guia. |                        |

Ring Ring é o álbum de estreia da banda pop sueca ABBA, ainda sob o nome de Björn Benny & Agnetha Frida. Foi lançado primeiro na Suécia em 26 de março de 1973. As gravações começaram em março de 1972, indo até março de 1973.
O álbum Ring Ring mostra o ABBA se unindo. Na época do seu lançamento, o grupo sequer foi chamado ABBA, mas sim Björn & Benny, Agnetha & Frida. Quando a primeira canção a aparecer no álbum foi gravada - "People Need Love", na primavera de 1972 - o grupo era somente um de muitos projetos dos quais os quatro membros estavam envolvidos. Só depois que a música "Ring Ring" tornou-se um sucesso, os quatro decidiram trabalhar juntos como um grupo permanente.

## Lista de faixas
Todas as músicas foram escritas e compostas por Benny Andersson e Björn Ulvaeus, exceto onde indicado.
| N.º            | Título                                                                              | Duração |  |
| 1.             | "Ring Ring" (escrita por Andersson, Stig Anderson, Ulvaeus, Neil Sedaka, Phil Cody) | 3:04    |  |
| 2.             | "Another Town, Another Train"                                                       | 3:12    |  |
| 3.             | "Disillusion" (escrita por Agnetha Fältskog, Ulvaeus)                               | 3:04    |  |
| 4.             | "People Need Love"                                                                  | 2:46    |  |
| 5.             | "I Saw It in the Mirror"                                                            | 2:34    |  |
| 6.             | "Nina, Pretty Ballerina"                                                            | 2:51    |  |
| 7.             | "Love Isn't Easy (But It Sure Is Hard Enough)"                                      | 2:53    |  |
| 8.             | "Me And Bobby And Bobby’s Brother"                                                  | 2:50    |  |
| 9.             | "He Is Your Brother"                                                                | 3:18    |  |
| 10.            | "She's My Kind Of Girl"                                                             | 2:44    |  |
| 11.            | "I Am Just a Girl" (escrita por Andersson, Anderson, Ulvaeus)                       | 3:01    |  |
| 12.            | "Rock'n Roll Band"                                                                  | 3:09    |  |
| Duração total: | Duração total:                                                                      | 36:09   |  |

## Relançamentos

### 1997
Ring Ring foi remasterizado e relançado em 1997 com a mesma listagem das faixas.

### 2001
Ring Ring foi remasterizado e relançado em 2001 com três faixas bônus (todas as músicas produzidas por Benny Andersson e Björn Ulvaeus):
| N.º | Título                                              | Duração |  |
| 13. | "Merry-Go-Round"                                    | 3:24    |  |
| 14. | "Santa Rosa"                                        | 2:59    |  |
| 15. | "Ring Ring (Bara Du Slog En Signal)" (versão sueca) | 3:08    |  |

### 2005
Ring Ring foi remasterizado e relançado novamente em 2005 como parte do box The Complete Studio Recordings, um conjunto com várias faixas bônus (todas as faixas foram produzidas por Benny Andersson e Björn Ulvaeus):
| N.º | Título | Duração |  |
| 13. | "Ring Ring (Bara Du Slog En Signal) (versão sueca)"                                                                          | 3:08    |  |
| 14. | "Åh, Vilka Tider" (Lado B de "Ring Ring (Bara Du Slog En Signal)")                                                           | 2:33    |  |
| 15. | "Merry-Go-Round" (Lado B de "People Need Love")                                                                              | 3:36    |  |
| 16. | "Santa Rosa" (Lade B de "He Is Your Brother")                                                                                | 3:01    |  |
| 17. | "Ring Ring" (versão em espanhol)                                                                                             | 3:01    |  |
| 18. | "Wer Im Wartesaal Der Liebe Steht" (versão em alemão de "Another Town, Another Train", Lado B de "Ring Ring" (versão alemã)) | 3:21    |  |
| 19. | "Ring Ring" (versão em alemão)                                                                                               | 3:09    |  |

### 2008
Ring Ring foi relançado novamente em 2008 como parte do box The Albums, mas sem faixas bônus.

## Tracklist original da Suécia de 1973
O lançamento do vinil original na Escandinávia não inclui a faixa "She's My Kind Of Girl", e contou com a versão sueca de "Ring Ring", além da versão em inglês.

### Lado um
1. "Ring Ring (Bara du slog en signal)" (versão em sueco)
2. "Another Town, Another Train"
3. "Disillusion"
4. "People Need Love"
5. "I Saw It in the Mirror"
6. "Nina, Pretty Ballerina"

### Lado dois
1. "Love Isn't Easy (But It Sure Is Hard Enough)"
2. "Me and Bobby and Bobby's Brother"
3. "He Is Your Brother"
4. "Ring Ring" (versão em inglês)
5. "I Am Just a Girl"
6. "Rock'n Roll Band"

## Singles
1. "Another Town, Another Train"/"Rock'n Roll Band" (maio de 1972)
2. "People Need Love"/"Merry-Go-Round" (junho de 1972)
3. "He Is Your Brother"/"Santa Rosa" (novembro de 1972)
4. "Ring Ring"/"Rock'n Roll Band" (fevereiro de 1973)
5. "Nina, Pretty Ballerina"/"He Is Your Brother" (março de 1973)
6. "Love Isn't Easy (But It Sure Is Hard Enough)"/"I Am Just a Girl" (junho de 1973)
7. "I Am Just a Girl"/"Ring Ring" (agosto de 1973) (só no Japão)
8. "Me and Bobby and Bobby's Brother"/"I Am Just a Girl" (1973) (só na Polônia)
9. "Rock'n Roll Band" (USA)

## Pessoas envolvidas
- Benny Andersson – piano, teclas, vocais, mellotron
- Agnetha Fältskog – vocais
- Anni-Frid Lyngstad – vocais
- Björn Ulvaeus – guitarra acústica, guitarra, vocais

### Músicos adicionais
- Ola Brunkert – bateria
- Rutger Gunnarsson – baixo elétrico
- Roger Palm – bateria
- Janne Schaffer – guitarra acústica, guitarra elétrica
- Mike Watson – baixo elétrico

### Produção
- Benny Andersson; Björn Ulvaeus - produtores, arranjadores
- Michael B. Tretow - engenheiro
- Björn Almstedt; Lennart Karlsmyr; Rune Persson - engenheiros assistentes
- Sven-Olof Walldoff - arranjos de cordas em "I Am Just a Girl"[2]
- Lars Falck; Bengt H. Malmqvist - fotografia
- Peter Wiking - design do álbum original
- Jon Astley; Tim Young; Michael B. Tretow - Remasterização para os Remasters de 1997
- Jon Astley; Michael B. Tretow - Remasterização para os Remasters de 2001
- Henrik Jonsson - Remasterização para The Complete Studio Recordings

## Tabelas

### Tabelas semanais
| Tabela musical (1973–76)              | Melhor posição |
| ------------------------------------- | -------------- |
| Australian Albums (Kent Music Report) | 10             |
| Nova Zelândia (RMNZ)                  | 32             |
| Noruega (VG-lista)                    | 10             |
| Swedish Albums Chart                  | 2              |
| Tabela musical (2021)                 | Melhor posição |
| Greek Albums (IFPI Greece)            | 57             |

## Certificações e vendas
| Região                                                                                             | Certificação | Vendas  |
| -------------------------------------------------------------------------------------------------- | ------------ | ------- |
| Austrália (ARIA)                                                                                   | 3× Platina   | 140,000 |
| Noruega (IFPI Noruega)                                                                             | —            | 10,000  |
| Suécia (GLF)                                                                                       | —            | 116,627 |
| *números de vendas baseados somente na certificação ^distribuições baseadas apenas na certificação |              |         |

## Ligações exernas
- Ring Ring no Discogs (em inglês)